# Sørlandssenteret
Sørlandssenteret es el centro comercial más grande de Noruega, con una facturación de 971 millones de coronas noruegas en 2002, se encuentra a 12 km al este de Kristiansand, cerca del popular parque de atracciones y zoológico de Kristiansand. Sørlandssenteret fue construido en 1987, y fue remodelado y ampliado en 1995, ahora tiene 26.065 m² y cuenta con 100 tiendas. En 2005, el centro tuvo 3,6 millones de visitantes.